# Прапор коваля
«Прапор коваля» — радянський художній фільм, знятий в 1961 році режисером Борисом Кімягаровим за мотивами поеми Фірдоусі «Шахнаме».

## Сюжет
Заххок, правитель Царства Змій, за допомогою підступності і обману, захоплює сусідню Державу і встановлює там культ богині Змії. У нього на плечах виросли дві змії, які живляться людськими мізками. Кожен день танцівниця, служниця культу, виконує на площі міста танець змії. Той, кого вона поцілує, приречений бути принесеним у жертву зміям…

## У ролях
- Мухамеджан Касимов — Кова
- Г. Ніязов — Бахром
- Махмуд Тахірі — Кубод
- Бахталі Сабзалієв — Фаррух
- Ходжакулі Рахматуллаєв — Руххом
- Дільбар Касимова — Нушафарін
- Гурмінч Завкібеков — юнак в шкурі барса
- Н. Рахматова — наречена юнака в шкурі барса
- Захір Дусматов — майстер
- Абдульхайр Касимов — Заххок
- Марат Аріпов — Фігляр

## Знімальна група
- Автори сценарію:  Євген Помєщіков,  Микола Рожков
- Режисер-постановник: Борис Кімягаров
- Оператор:  Наум Ардашников
- Художник:  Євген Куманьков
- Композитор: Сулейман Юдаков